# Leichtathletik-Weltmeisterschaften 2009/Teilnehmer (Madagaskar)
| Gelbes Symbol für Goldmedaillen mit stilisierten Olympischen Ringen | Graues Symbol für Silbermedaillen mit stilisierten Olympischen Ringen | Braundes Symbol für Bronzemedaillen mit stilisierten Olympischen Ringen |
| ------------------------------------------------------------------- | --------------------------------------------------------------------- | ----------------------------------------------------------------------- |
| —                                                                   | —                                                                     | —                                                                       |

Der Leichtathletik-Verband Madagaskars stellte zwei Athleten bei den Leichtathletik-Weltmeisterschaften 2009 in Berlin.

## Ergebnisse

### Männer

#### Laufdisziplinen
| Athlet                       | Disziplin    | Vorlauf | Vorlauf | Halbfinale         | Halbfinale         | Finale             | Finale             |
| Athlet                       | Disziplin    | Zeit    | Platz   | Zeit               | Platz              | Zeit               | Platz              |
| ---------------------------- | ------------ | ------- | ------- | ------------------ | ------------------ | ------------------ | ------------------ |
| Joseph-Berlioz Randriamihaja | 110 m Hürden | DNF     | DNF     | nicht qualifiziert | nicht qualifiziert | nicht qualifiziert | nicht qualifiziert |

### Frauen

#### Laufdisziplinen
| Athletin            | Disziplin | Vorlauf     | Vorlauf | Halbfinale                      | Halbfinale                      | Finale                          | Finale                          |
| Athletin            | Disziplin | Zeit        | Platz   | Zeit                            | Platz                           | Zeit                            | Platz                           |
| ------------------- | --------- | ----------- | ------- | ------------------------------- | ------------------------------- | ------------------------------- | ------------------------------- |
| Eliane Saholinirina | 1500 m    | 4:16,63 min | 35      | ausgeschiedennicht qualifiziert | ausgeschiedennicht qualifiziert | ausgeschiedennicht qualifiziert | ausgeschiedennicht qualifiziert |